# السردي
السردي قرية سعودية، تتبع محافظة تربة في منطقة مكة المكرمة.

## الوصف
تبعد القرية عن محافظة تربة مسافة 12 كم باتجاه الشرق، نوع الطريق أسفلت. يوجد في القرية مركز كرا السردي للرعاية الصحية الأولية. خدمات التعليم: مدرسة السردي الابتدائية (بنين)، ومدرسة السردي الابتدائية (بنات).